# زیگرید لاندگراف
زیگرید لاندگراف (آلمانی: Sigrid Landgraf؛ زادهٔ ۷ مه ۱۹۵۹) بازیکن هاکی روی چمن اهل آلمان است.